# ولادیمیر پیلگوی
ولادیمیر پیلگوی (روسی: Владимир Михайлович Пильгуй؛ زادهٔ ۲۶ ژانویهٔ ۱۹۴۸) بازیکن فوتبال اهل اتحاد جماهیر شوروی سوسیالیستی بود.
از باشگاه‌هایی که در آن بازی کرده‌است می‌توان به باشگاه فوتبال تورپدو مسکو، باشگاه فوتبال دنیپرو، باشگاه فوتبال کوبان کراسنودار، و باشگاه فوتبال دینامو مسکو اشاره کرد.
وی همچنین در تیم ملی فوتبال شوروی بازی کرده‌است.
وی در مسابقات کشوری و بین‌المللی در مجموع برندهٔ ۲ مدال برنز شده‌است.